# Zack Anderson

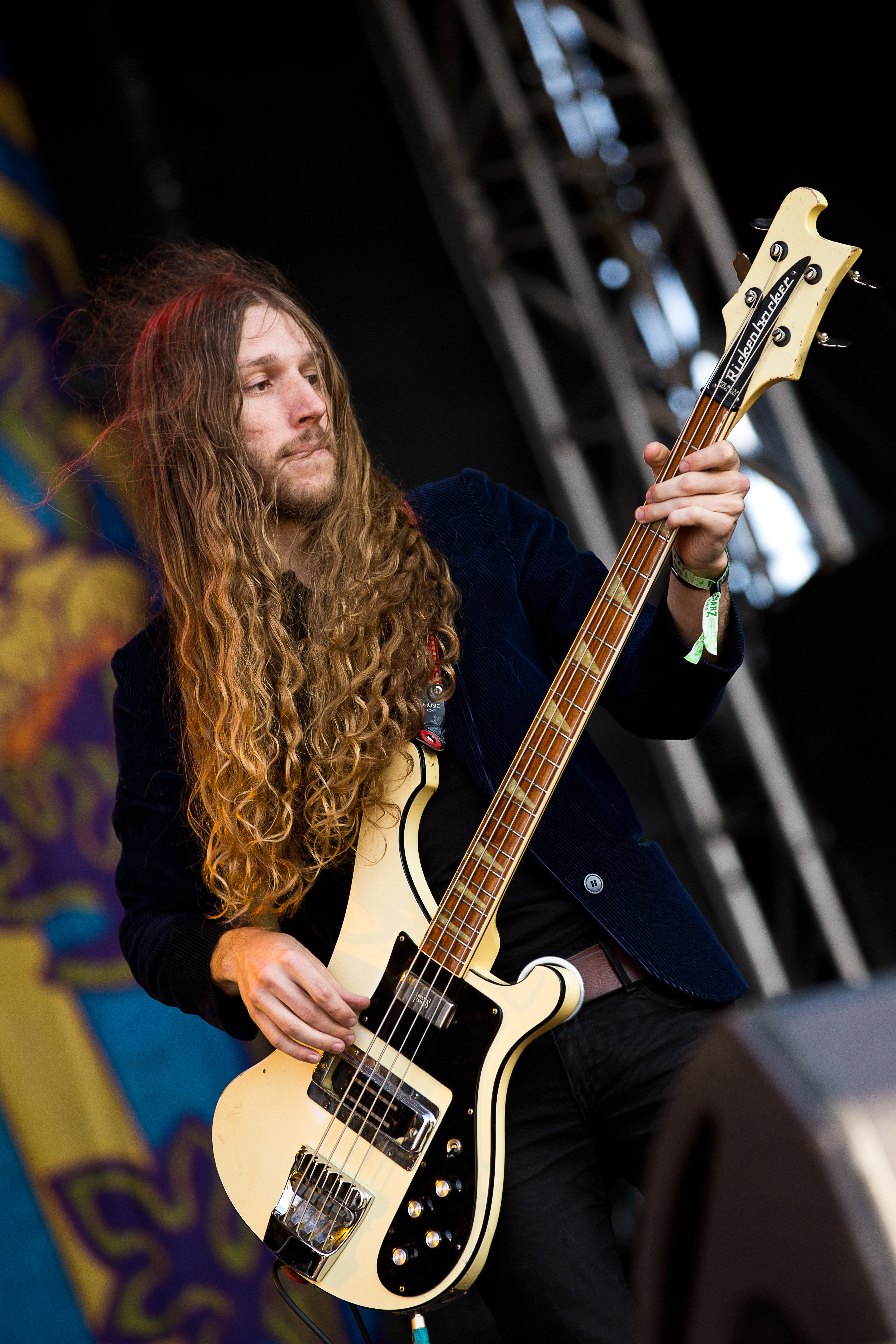
Zack Anderson (2015)

Zack Levi Anderson (* 1990) ist ein US-amerikanischer Bassist. Er ist Mitglied der Bluesrock-Band Blues Pills und spielte zuvor bei Radio Moscow.

## Werdegang
Anderson wuchs im US-Bundesstaat Iowa auf. Sein Vater spielte in verschiedenen Classic-Rock-Bands Coverversionen bekannter Lieder, zu denen er seinen Sohn regelmäßig mitnahm. Zack Anderson spielte zunächst Gitarre und Schlagzeug. Beeinflusst vom Psychedelic Rock der 1960er Jahre und Bands wie Blue Cheer begann er mit seinem Stiefbruder Cory Berry zu jammen. Darüber hinaus sahen sich beide gerne Musikvideos von Bands wie den White Stripes an.
Im Alter von 17 Jahren schloss sich Anderson der Band Radio Moscow als Bassist an und ersetzte Luke McDuff. Mit der Band veröffentlichte er zwei Studioalben, während sein Stiefbruder Cory Berry immer wieder als Live-Schlagzeuger für die Band in Erscheinung trat. Im Jahre 2011 lernte Anderson in Kalifornien die schwedische Sängerin Elin Larsson kennen. Anderson und Berry verließen daraufhin Radio Moscow und gründeten mit Larsson die Band Blues Pills, bei denen Anderson und Larsson die Hauptsongwriter sind. Nach mehreren Singles und EPs veröffentlichte die Band im Jahre 2014 ihr Debütalbum.
Zu seinen Haupteinflüssen zählen Geezer Butler von Black Sabbath, James Jamerson sowie Mel Schacher von Grand Funk Railroad.

## Diskografie
| mit Radio Moscow - 2009: Brain Cycles - 2011: The Great Escape of Leslie Magnafuzz | mit Blues Pills siehe Blues Pills#Diskografie |